# Камен Костадинов
Камен Костов Костадинов е български политик от ДПС, народен представител от парламентарната група на ДПС в XL и XLI народно събрание. Депутат от парламентарната група на ОНС в XXXVIII народно събрание.

## Биография
Камен Костадинов е роден на 26 септември 1970 година в град Шумен, България. Завършил е История, География и Право.
От 1999 до 2000 година е президент на ФК Шумен. 
През 2001 година напуска ПГ на ДПС, тогава част от „Обединение за национално спасение“. През 2003 година се връща в ДПС. Член на Централното оперативно бюро на партията. Един от учредителите на ЕКИП на Христо Бисеров.
На 12 октомври 2021 г. е назначен за член на ИК на БФС.
Умира на 28 август 2022 г. във Варна от масивен инфаркт.

### Парламентарна дейност
- XL народно събрание – член (11 юли 2005 – 25 юни 2009)
- Парламентарна група на Движение за права и свободи – член (11 юли 2005 – 25 юни 2009)
- Комисия по вътрешна сигурност и обществен ред – член (24 август 2005 – 25 юни 2009)
- Комисия по транспорт и съобщения – зам.-председател (24 август 2005 – 25 юни 2009)
- Временна комисия по земеделието и горите – член (4 август 2005 – 24 август 2005)
- Временна анкетна комисия за проучване на обстоятелствата за трагичния инцидент във влака София – Кардам на 28 февруари 2008 г., както и на нормативната уредба, свързана с безопасността на железопътния транспорт – председател (6 март 2008 – 8 октомври 2008)
- Временна анкетна комисия за изясняване на обстоятелствата по престоя в Република България на Сретен Йоцич (Йосич), гражданин на бивша Югославия, арестуван на 21.6.2002 г. с международна заповед за задържане и екстрадиран в Кралство Нидерландия, както и да проучи твърденията на горепосоченото лице за евентуална съпричастност и покровителство от страна на българските държавни органи за периода на пребиваването му в България – член (15 април 2009 – 25 юни 2009)
- Делегация в Съвместния парламентарен комитет България – Европейски съюз – член (28 септември 2005 – 25 юни 2009)

#### Внесени законопроекти
- Законопроект за изменение и допълнение на Наказателния кодекс
- Решение за даване на съгласие за водене на преговори и сключване на Изменение №1 на Финансовия договор между Република България и Европейската инвестиционна банка (проект "България – автомагистрала „Тракия“)